# Медведевка (Казатинский район)
Медведевка (укр. Медведівка) — село на Украине, находится в Казатинском районе Винницкой области.
Код КОАТУУ — 0521483209. Население по переписи 2001 года составляет 348 человек. Почтовый индекс — 22133. Телефонный код — 4342.
Занимает площадь 0,73 км².

## Адрес местного совета
22133, Винницкая область, Казатинский р-н, с. Комсомольское, ул. Никольская, 15